# Петровский сельсовет (Добринский район)
Петровский сельсовет — сельское поселение в Добринском районе Липецкой области Российской Федерации.
Административный центр — посёлок Совхоза Петровский.

## История
Статус и границы сельского поселения установлены Законом Липецкой области от 23 сентября 2004 года № 126-ОЗ «Об установлении границ муниципальных образований Липецкой области»

## Население
| 2010  | 2012  | 2013  | 2014  | 2015  | 2016  | 2017  |
| ----- | ----- | ----- | ----- | ----- | ----- | ----- |
| 2721  | ↘2652 | ↘2596 | ↘2549 | ↘2492 | ↘2475 | ↘2466 |
| 2018  | 2021  |       |       |       |       |       |
| ↘2433 | ↘2341 |       |       |       |       |       |

## Состав сельского поселения
| № | Населённый пункт           | Тип населённого пункта          | Население |
| - | -------------------------- | ------------------------------- | --------- |
| 1 | Васильевка                 | село                            | 188       |
| 2 | Николаевка                 | деревня                         | 328       |
| 3 | Новопетровка               | село                            | 542       |
| 4 | Покровка                   | деревня                         | 10        |
| 5 | Политотдел                 | посёлок                         | 300       |
| 6 | Посёлок Совхоза Петровский | посёлок, административный центр | 1304      |
| 7 | Ржавец                     | деревня                         | 48        |
| 8 | Среднее                    | село                            | 1         |